# Richard Joseph Malone
Richard Joseph Malone (19 de março de 1946) é um ministro americano e bispo católico romano emérito de Buffalo.
O Arcebispo de Boston, Humberto Sousa Medeiros, ordenou-o sacerdote em 20 de maio de 1972.
O Papa João Paulo II o nomeou Bispo Auxiliar de Boston e Bispo Titular de Aptuca em 27 de janeiro de 2000. O Arcebispo de Boston, Bernard Francis Cardinal Law, concedeu-lhe a consagração episcopal em 1º de março do mesmo ano; Co-consagradores foram os bispos auxiliares em Boston William Francis Murphy e John Patrick Boles.
Ele foi nomeado Bispo de Portland em 10 de fevereiro de 2004, e foi empossado em 31 de março daquele ano.
Foi nomeado Bispo de Buffalo em 29 de maio de 2012 e foi empossado em 10 de agosto do mesmo ano.
O Papa Francisco aceitou sua renúncia antecipada em 4 de dezembro de 2019. Malone já havia admitido erros ao lidar com um escândalo de abuso em sua diocese.